# Andoni de Carlos Yarza
Andoni de Carlos Yarza (Sant Sebastià, 2 de març de 1980) és un guionista de cinema i sèries de televisió basc, que va guanyar el premi Goya al millor guió original de 2018, pel seu treball a la pel·lícula Handia. El 2008 es va estrenar en la direcció cinematogràfica amb el curtmetratge Pim, Pam, Pum, juntament amb el director Asier Urbieta, el qual va obtenir 42 premis en festivals de cinema del món.

## Obres
- Génesis, en la mente del asesino (2006-2007)[3]
- Pim, Pam, Pum (guió i codirecció; curtmetratge, 2008)[2]
- Handia (llargmetratge, 2017)[1]
- Altsasu (minisèrie, 2020)[4]

## Premis i nominacions
| Any  | Premi                                            | Categoria            | Obra   | Resultat  | Ref.        |
| ---- | ------------------------------------------------ | -------------------- | ------ | --------- | ----------- |
| 2017 | Medalles del Cercle d'Escriptors Cinematogràfics | Millor guió original | Handia | Nominat   | [ 5 ] [ 6 ] |
| 2018 | Premis Goya                                      | Millor guió original | Handia | Guanyador | [ 1 ]       |